# دی‌سدیم اینوزینات
دی‌سدیم اینوزینات (به انگلیسی: Disodium inosinate) با فرمول شیمیایی C۱۰H۱۱N۴Na۲O۸P یک ترکیب شیمیایی با شناسه پاب‌کم ۲۰۸۱۹ است. که جرم مولی آن ۳۹۲٫۱۷ g/mol می‌باشد. 